# Ana Isabel Jiménez Contreras
Ana Isabel Jiménez Contreras (Alcalá de Guadaira, Sevilla, 24 de junio de 1975) es una política española adscrita al PSOE y actual alcaldesa de su pueblo natal desde el 13 de mayo de 2016.
También ha trabajado en el sector privado como autónoma, poniendo en marcha una empresa familiar, en donde ha estado vinculada durante varios años a la gestión de empresas. Entre 2011 y 2015 fue gerente de la delegación de Sevilla de una empresa dedicada al transporte de viajeros.

## Biografía
Se afilió al PSOE de Alcalá de Guadaíra en 1994. En el ámbito orgánico, fue Secretaria de Organización y Vicesecretaria General del PSOE local entre 2001 y septiembre de 2012. Posteriormente, ocupó el cargo de Secretaria de Igualdad y Equidad del PSOE de Sevilla entre 2012 y 2017, además de ser responsable del Área Metropolitana.
Fue concejala del Ayuntamiento de Alcalá de Guadaíra entre 1999 y 2007. Ha sido diputada provincial, ocupando la responsabilidad del Área de Cultura y Ciudadanía en la Diputación de Sevilla, cargo que ocupó entre 2015 a 2016. El 15 de abril de 2016 fue investida alcaldesa de su pueblo natal cargo que ocupó hasta 2019. En 2023 volvió a ser alcaldesa de Alcalá de Guadaíra.